# Sharpita
La sharpita és un mineral de la classe dels carbonats. Rep el seu nom de Robert Rich Sharp (1881-1960), descobridor del dipòsit d'urani a Shinkolobwe, Zaire, l'any 1915.

## Característiques
La sharpita és un carbonat de fórmula química Ca(UO₂)₆(CO₃)₅(OH)₄·6H₂O. Cristal·litza en el sistema ortoròmbic, i sol trobar-se en forma d'escorces de fibres radials. La seva duresa a l'escala de Mohs és 2,5. L'exemplar que va servir per a determinar l'espècie, el que es coneix com a material tipus, es troba conservat a la Universitat de Lieja, a Bèlgica.
Segons la classificació de Nickel-Strunz, la sharpita pertany a «05.EA - Uranil carbonats, UO₂:CO₃ > 1:1» juntament amb els següents minerals: UM1997-24-CO:CaCuHU, urancalcarita, wyartita, oswaldpeetersita, roubaultita i kamotoïta-(Y).

## Formació i jaciments
És un mineral secundari que va ser descobert l'any 1935 a la zona d'oxidació del dipòsit d'urani hidrotermal de la mina Shinkolobwe, també coneguda com a mina Kasolo, a la localitat de Shinkolobwe, a la Província d'Alt Katanga (República Democràtica del Congo), on sol trobar-se associada a altres minerals com la uranofana, la curita i la becquerelita. També ha estat descrita a Kletno (Baixa Silèsia, Polònia), a Ellweiler (Renània-Palatinat, Alemanya), i a dues localitats franceses: a la mina Le Brugeaud, que es troba a Bessines-sur-Gartempe (Nova Aquitània) i al dipòsit d'urani de Kruth (Gran Est).